# داني فوري
داني فوري (بالفرنسية: Danny Faure)‏ (مواليد 8 مايو 1962) هو سياسي سيشلي يشغل منصب رئيس سيشل منذ 16 أكتوبر 2016. وكان يشغل في السابق منصب نائب رئيس سيشل في الفترة من عام 2010 إلى عام 2016. وهو عضو في حزب الشعب.